# Кудрявцев, Николай Дмитриевич
Никола́й Дми́триевич Кудря́вцев (1860—1914) — член Государственного совета по выборам, член IV Государственной думы от Оренбургской губернии.

## Биография
Православный. Из потомственных дворян. Землевладелец Оренбургской губернии (родовое имение в 1438 десятин и приобретенное имение в 311 десятин).
Окончил Неплюевскую военную гимназию (1879) и 1-е военное Павловское училище (1881), откуда выпущен был офицером в 5-й гренадерский Киевский полк. В 1884 году вышел в запас армейской пехоты, а в 1893 году был уволен в отставку в чине поручика.
Выйдя в отставку, занялся сельским хозяйством. Был земским начальником 7-го, а затем 8-го участка Оренбургской губернии. В 1905 году был назначен непременным членом Оренбургского отделения Крестьянского поземельного банка, в каковой должности пробыл до 1910 года, после чего состоял причисленным к Министерству финансов. В 1908 году за выслугою лет произведен в коллежские советники, из наград имел орден святой Анны 3-й степени.
7 июня 1908 года избран членом Государственного совета от землевладельцев Оренбургской губернии на место Л. И. Шотта. Входил в группу центра. 12 сентября 1909 года выбыл в связи с окончанием срока полномочий. Обжаловав выборы И. Я. Ростовцева, 8 марта 1910 года вновь был избран в Государственный совет от землевладельцев Оренбургской губернии. Выбыл в 1912 году с окончанием срока полномочий. С 1910 года был уполномоченным оренбургского дворянства на съездах Объединенного дворянства.
25 октября 1912 года был избран членом IV Государственной думы от съезда землевладельцев Оренбургской губернии. Входил во фракцию октябристов, после её раскола — в группу земцев-октябристов. Состоял членом комиссий: по исполнению государственной росписи доходов и расходов, по запросам, по переселенческому делу и продовольственной.
Умер 26 декабря 1914 года в Оренбургской губернии. Был женат, имел двоих детей.